# 傑爾庫洛韋
49°27′59″N 39°35′27″E / 49.46639°N 39.59083°E
德爾庫洛韋（烏克蘭語：Деркулове）是位於烏克蘭東部的村莊，由盧甘斯克州舊比利斯克區的馬爾基夫卡市鎮負責管轄。該村始建於1929年，面積0.1平方公里，海拔高度97米，2001年人口79，人口密度每平方公里790人。